# Marcus Wallenberg-hallen
Marcus Wallenberg-hallen är ett fordonsmuseum och besökscentrum tillhörande Scania i Södertälje i Södermanland och Stockholms län. Det har en samling historiska och samtida fordon, främst från Vagnfabriks-Aktiebolaget i Södertelge och Scania.

## Bakgrund
Museet är beläget invid Scaniakoncernens huvudkontor vid Saltskogsfjärden. Museet är uppkallat efter den framlidne finansmannen Marcus Wallenberg, som bidrog till att utveckla Scania från 1930-talet och fram till 1970-talet.
Museet består av en del med utställning av nyare fordon i aktuell eller närtida tillverkning, samt historiska lastbilar, järnvägsvagnar, motorer och andra fordon. Bland de äldre föremålen finns bland annat den första serietillverkade svenska personbilen från 1903.
I fordonsmuseet finns en rad äldre fordon som tidigare varit i bruk. Här finns exempelvis järnvägsvagnar som tillhört Statens Järnvägar, och trafikerade svenska järnvägar under 1800-talets slut till början av 1900-talet. De utställda objekten har återställts till ursprungligt skick.

## Bilder

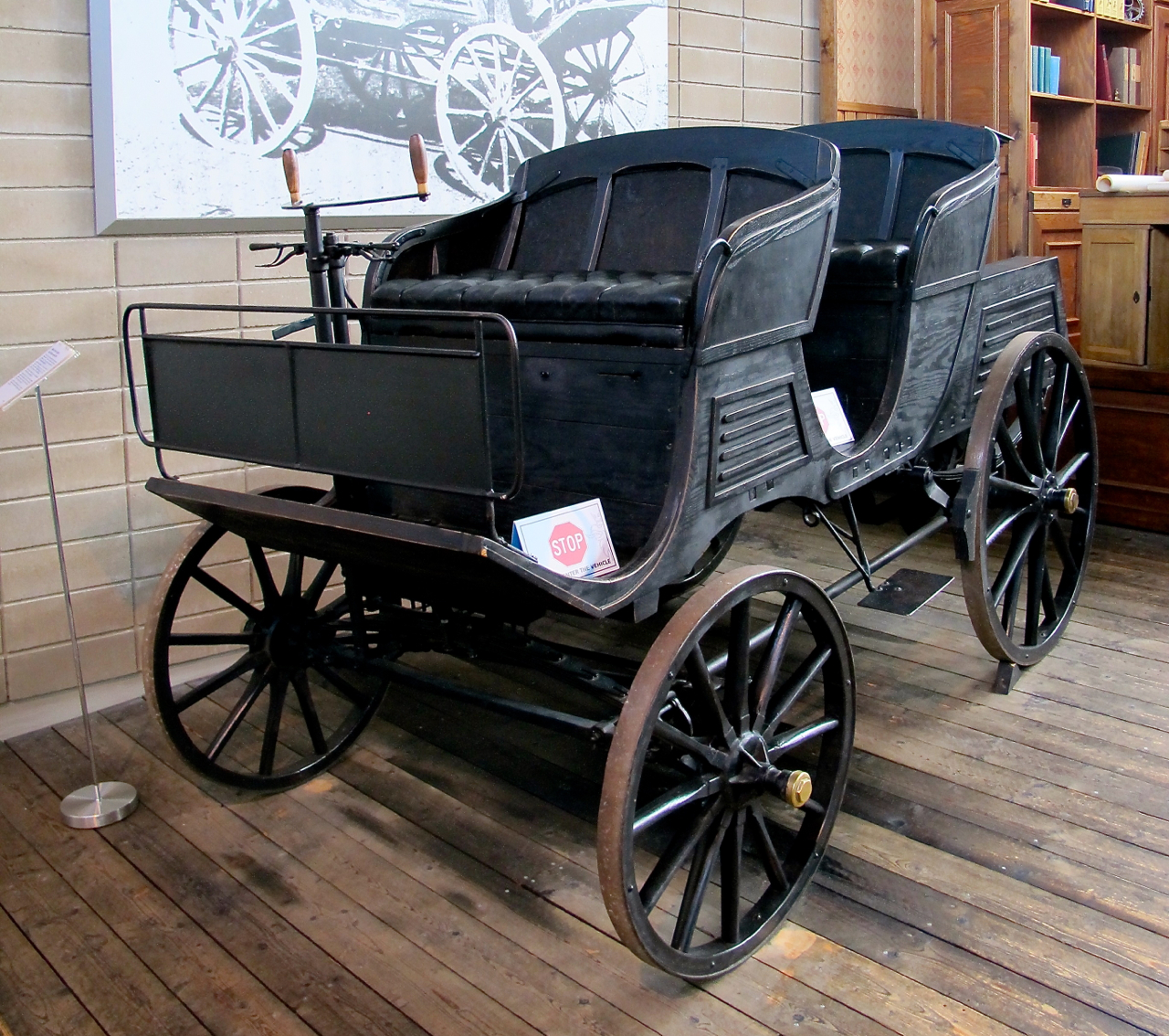
Vagnfabriks-Aktiebolaget i Södertelges första bil från 1897
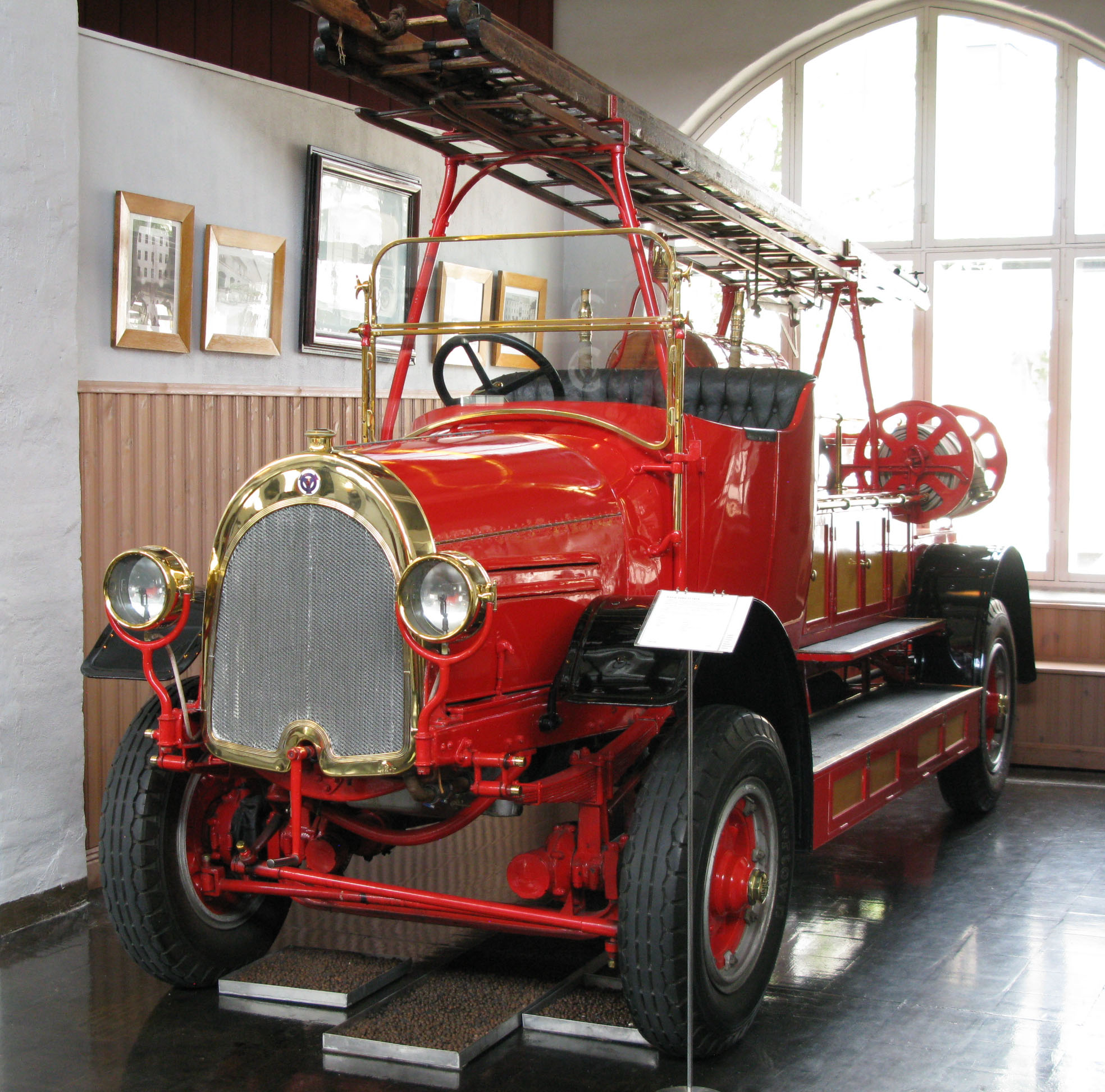
Modell T1 brandbil från 1919
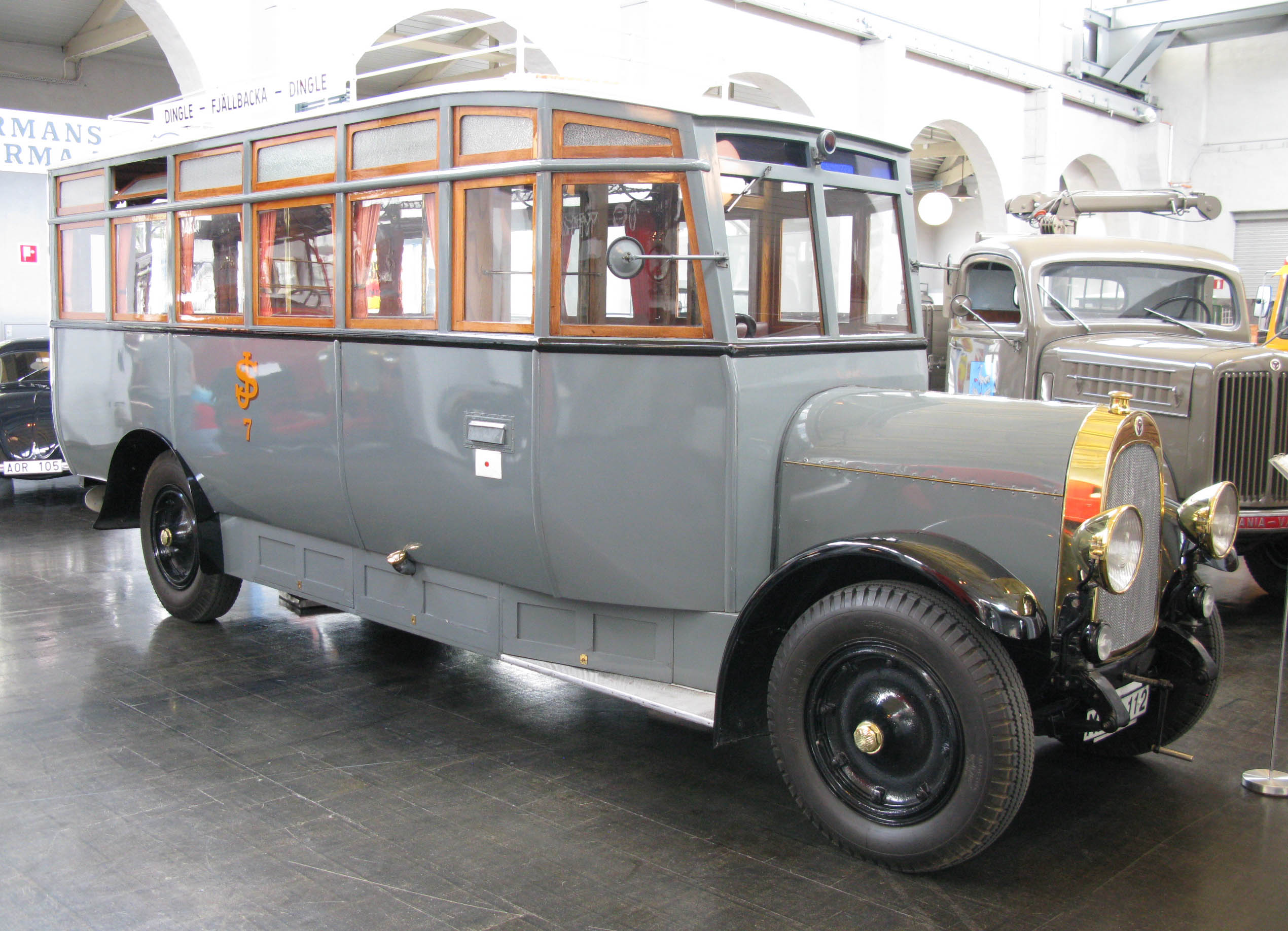
Modell 3752 buss från 1925
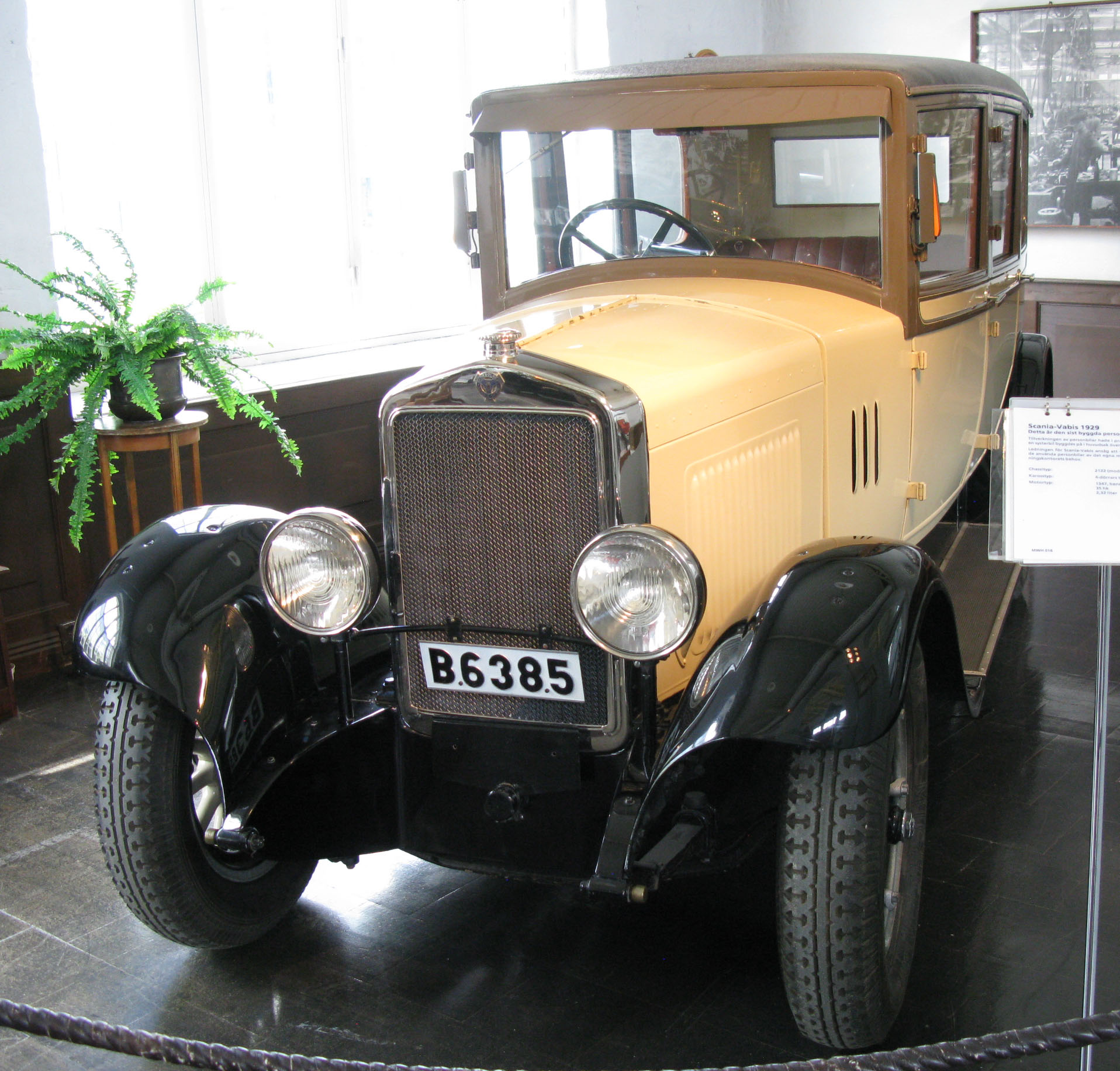
Modell 2122 från 1929 var den sista personbil som tillverkades I fabriken
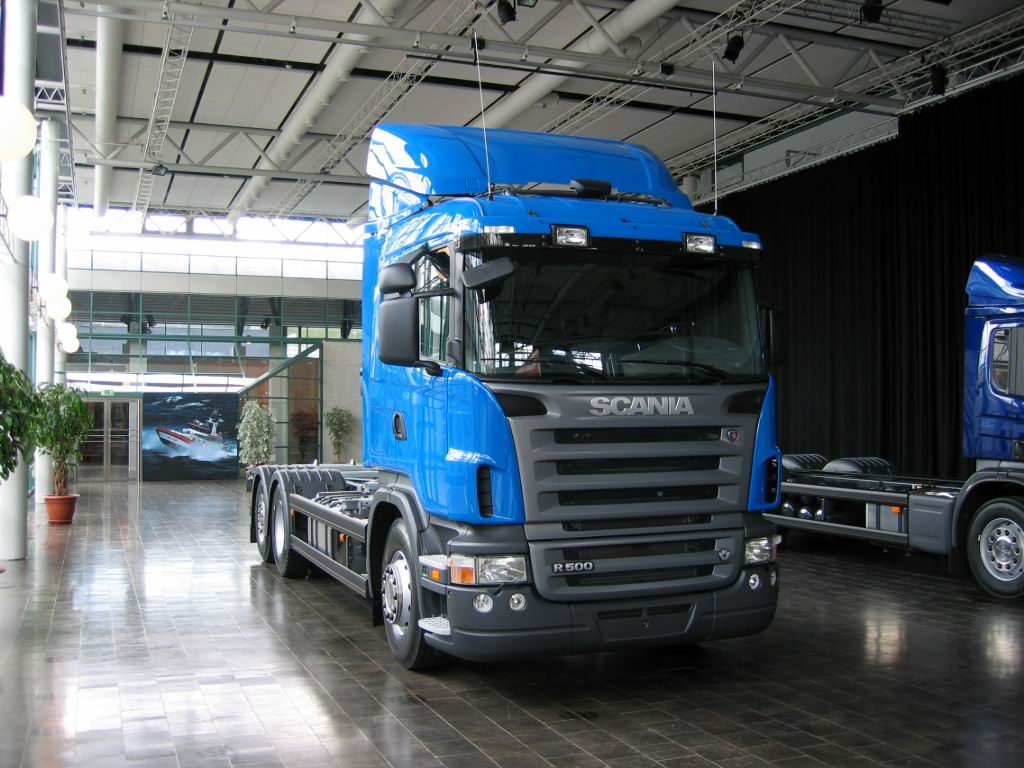
Scania R500 samtida lastbil